# Trizay-Coutretot-Saint-Serge
Trizay-Coutretot-Saint-Serge – miejscowość i gmina we Francji, w Regionie Centralnym, w departamencie Eure-et-Loir.
Według danych na rok 1990 gminę zamieszkiwało 448 osób, a gęstość zaludnienia wynosiła 40 osób/km² (wśród 1842 gmin Regionu Centralnego Trizay-Coutretot-Saint-Serge plasuje się na 720. miejscu pod względem liczby ludności, natomiast pod względem powierzchni na miejscu 1086.).